# Platypelochares perforatus
Platypelochares perforatus är en skalbaggsart som först beskrevs av Spangler 1999.  Platypelochares perforatus ingår i släktet Platypelochares och familjen lerstrandbaggar. Inga underarter finns listade i Catalogue of Life.